# Christin Hussong
Christin Maurer, geb. Hussong, (* 17. März 1994 in Zweibrücken) ist eine deutsche Leichtathletin, die sich auf den Speerwurf spezialisiert hat. Ihr größter sportlicher Erfolg ist der Titelgewinn bei den Europameisterschaften 2018 in Berlin.

## Berufsweg
Christin Maurer studiert an der Deutschen Hochschule für Prävention und Gesundheitsmanagement.

## Sportliche Karriere

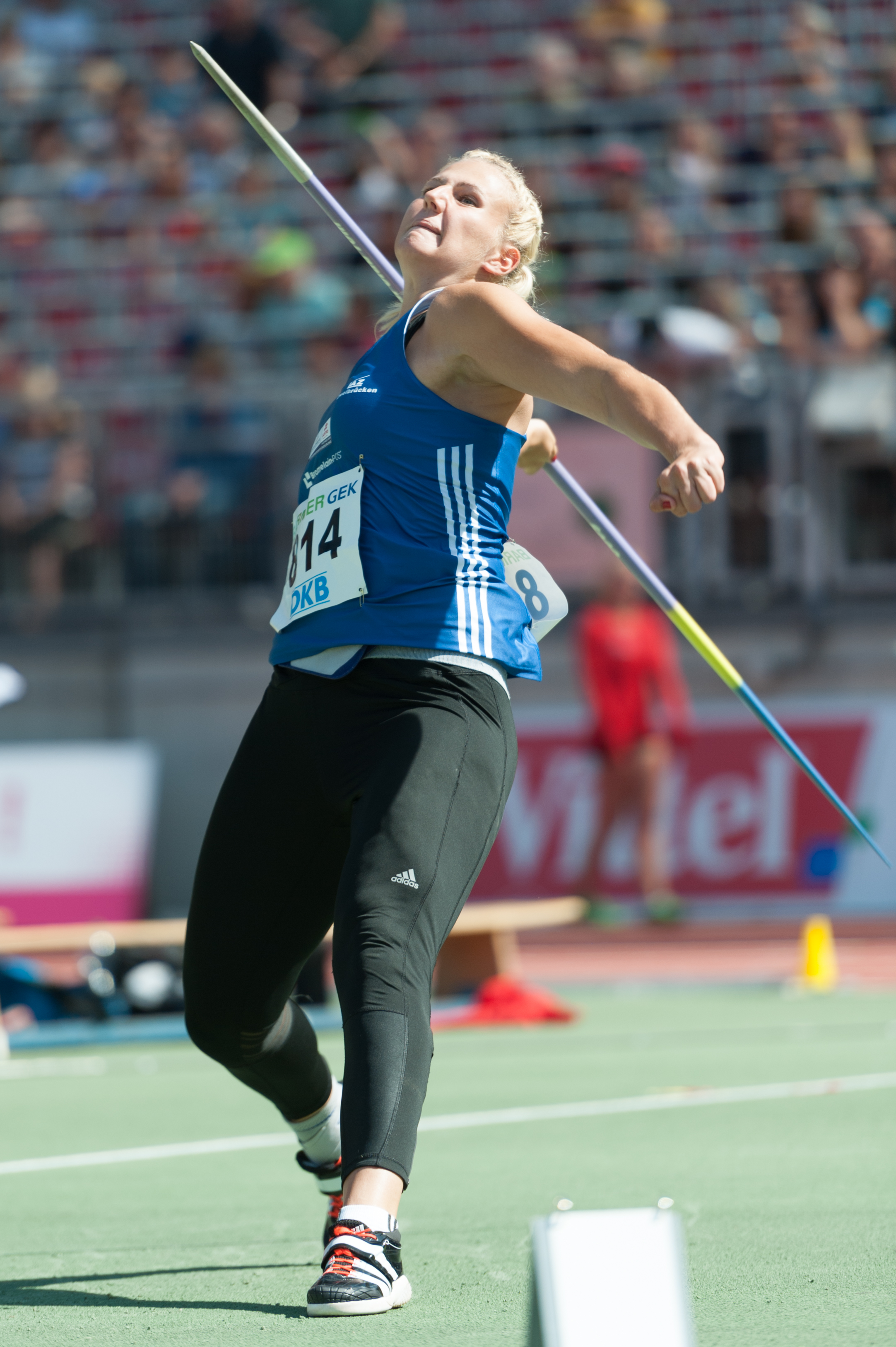
Deutsche Meisterschaften 2015

Maurer begann beim TV Thaleischweiler mit der Leichtathletik und wechselte 2012 zum LAZ Zweibrücken, wo sie sich auf den Speerwurf spezialisierte, nachdem sie vorher auch im Kugelstoßen aktiv war. Bei ihrer ersten internationalen Meisterschaftsteilnahme im Erwachsenenbereich belegte sie im Rahmen der Europameisterschaften 2014 in Zürich mit einem Speerwurf auf 59,29 m den siebten Platz. Nach der Goldmedaille bei den U23-Europameisterschaften 2015 konnte sie im Verlauf der Weltmeisterschaften 2015 in Peking, bei denen ihre Mannschaftskollegin Katharina Molitor den Titel gewann, mit 62,98 m den sechsten Platz erreichen. Zuvor hatte Christin Maurer bereits mit der persönlichen Bestleistung von 65,92 m die größte Weite im Qualifikationswettbewerb erzielt.
2016 wurde sie mit neuer persönlicher Bestleistung von 66,41 m erstmals Deutsche Meisterin. Bei den Olympischen Spielen 2016 in Rio de Janeiro erreichte sie im Endkampf eine Weite von 57,70 m, womit sie den zwölften Platz belegte.
2017 wurde Maurer Deutsche Vizemeisterin. Mitte Juli wurde sie vom Allgemeinen Deutschen Hochschulsportverband (adh) für die Sommer-Universiade in Taipeh nominiert, wo sie den 5. Platz erreichte.
2018 holte Maurer mit der Mannschaft den 1. Platz beim Winterwurf-Europacup in Leiria, wozu sie durch einen 2. Rang im Einzel beitrug. Im Juli wurde sie mit 63,54 m zum zweiten Mal Deutsche Meisterin. Bei den Europameisterschaften in Berlin gewann sie am 10. August 2018 mit neuer persönlicher Bestleistung von 67,90 m und über sechs Metern Vorsprung auf die Zweitplatzierte die Goldmedaille. Beim Continental Cup in Ostrava belegte Maurer mit der europäischen Mannschaft den 2. Rang, wozu sie durch einen 2. Platz im Einzel beitrug.
Bei den Olympischen Spielen 2021 in Tokio verfehlte sie eine Medaille mit einer Weite von 59,94 m, womit sie den neunten Platz belegte.
Verletzungsbedingt musste sie ihren Start bei den Weltmeisterschaften 2022 in Eugene, Oregon und bei den Europameisterschaften 2022 in München absagen.
Bei den Europameisterschaften 2024 in Rom belegte sie mit 61,92 m den vierten Platz.
Bei den Olympischen Spielen 2024 in Paris verfehlte sie die Finalteilnahme als 18. der Qualifikation mit einer Weite von 59,99 m.

## Erfolge

### National
- Deutsche B-Jugendmeisterin 2010
- Deutsche B-Jugend-Winterwurf-Meisterin 2010
- Deutsche U23-Zweite 2013, Deutsche U23-Meisterin 2014 und 2015
- Deutsche U20-Winterwurfmeisterin 2013
- Dritte DM 2014, Vierte 2015
- Deutsche Meisterin 2016, 2018, 2019, 2020, 2021, 2023 und 2024, Zweite DM 2017

### International
- U18-Weltmeisterin 2011
- Zweite U20-EM 2013
- Siebte bei den Europameisterschaften 2014
- U23-Europameisterin 2015
- Sechste der Weltmeisterschaften 2015
- Zwölfte bei den Olympischen Spielen 2016
- 1. Platz Speerwurf Winterwurf-Europacup 2016
- Fünfte Sommer-Universiade 2017
- 1. Platz Mannschaft, 2. Platz einzel Winterwurf-Europacup 2018
- Europameisterin 2018
- 2. Platz Europäische Mannschaft und im Einzel Continental Cup 2018
- Neunte bei den Olympischen Spielen 2021
- Vierte bei den Europameisterschaften 2024

## Ehrungen
- 2017: Sportplakette des Landes Rheinland-Pfalz[5]

## Persönliche Bestleistungen
- Kugelstoßen: 13,60 m, Ingelheim, 2013
- Speerwurf: 69,19 m, Chorzow, 30. Mai 2021